# Epimedium ilicifolium
Epimedium ilicifolium är en berberisväxtart som beskrevs av William Thomas Stearn. Epimedium ilicifolium ingår i släktet sockblommor, och familjen berberisväxter. Inga underarter finns listade i Catalogue of Life.